# مانوئلا بلاسکو
مانوئلا بلاسکو دیز (اسپانیایی: Manuela Velasco‎؛ زادهٔ ۲۳ اکتبر ۱۹۷۵) مجری تلویزیون و بازیگر اهل اسپانیا است. وی از سال ۱۹۸۳ میلادی تاکنون مشغول فعالیت بوده‌است.
از فیلم‌هایی که وی در آن نقش داشته است، می‌توان به آرئی‌سی، هولمز و واتسن. روزهای مادرید و آرئی‌سی ۲ اشاره کرد.